# Amazona de Puerto Rico
L'amazona de Puerto Rico (Amazona vittata) és una espècie d'ocell de la família dels psitàcids que habitava boscos de Puerto Rico, on únicament sobreviu una petita població.
Mesurang de 28 a 30 cm, és de color verd amb la testa vermella i la circumferència dels ulls blancs. S'han descrit dues subespècies, tot i que queda un dubte sobre els caràcters distintius de la subespècie gracilipes de l'illa de Culebra, extingida des del 1912. Els seus parents més propers podrien ser l'Amazona cubana (Amazona leucocephala) i la Hispaniola Amazon (Amazona ventralis).